# Endless.com
Endless.com はAmazon.comによって運営されていたシューズとアクセサリー中心のアメリカの電子商取引サイト。2012年9月27日にアマゾンはEndless.comを閉鎖しサイトの顧客をAmazon.com/Fashionに誘導した。
Endless.comは2006年12月にAmazon.comにより最初の別の電子商取引ブランドとして作られた。シューズは小売り商品の中でも最も成長する一つとみられていた。新事業領域での発展のアドバンテージを確保するために、日本向けにJavari(javari.jp)という名のミラーサイトが作られた。
2009年10月、アマゾンはイギリスでjavari.co.uk を立ち上げ、そのあとにフランス(javari.fr)とドイツ(javari.de)で設立された。
2009年7月12日、アマゾンは9億4千万ドルでZapposを買収したと発表した 。